# Alessandra Sensini
Alessandra Sensini (Grosseto, 26 de janeiro de 1970) é uma velejadora italiana, campeã quadrimedalhista olímpica, tetracampeã mundial nas classes de windsurf.

## Carreira
Alessandra Sensini representou seu país nos Jogos Olímpicos de 1996, 2000, 2004, 2008 e 2012, na qual conquistou a medalha de ouro em 2000 na classe Mistral. 